# Рокі-В'ю
Графство Рокі-В'ю (англ. Rocky View County) — муніципальний район в Канаді, у провінції Альберта.

## Населення
За даними перепису 2016 року, муніципальний район нараховував 39407 жителів, показавши зростання на 10,2%, порівняно з 2011-м роком. Середня густина населення становила 10,3 осіб/км².
З офіційних мов обидвома одночасно володіли 2 665 жителів, тільки англійською — 36 475, тільки французькою — 15, а 215 — жодною з них. Усього 5,045 осіб вважали рідною мовою не одну з офіційних, з них 10 — одну з корінних мов, а 90 — українську.
Працездатне населення становило 69,6% усього населення, рівень безробіття — 7,7% (8,3% серед чоловіків та 6,9% серед жінок). 75% були найманими працівниками, 23,5% — самозайнятими.
Середній дохід на особу становив $129 172 (медіана $51 984), при цьому для чоловіків — $186 775, а для жінок $68 666 (медіани — $69 291 та $38 400 відповідно).
26,5% мешканців мали закінчену шкільну освіту, не мали закінченої шкільної освіти — 12,9%, 60,6% мали післяшкільну освіту, з яких 47,8% мали диплом бакалавра, або вищий, 335 осіб мали вчений ступінь.
| Статево-вікова структура населення | Статево-вікова структура населення | Статево-вікова структура населення | Статево-вікова структура населення | Статево-вікова структура населення |
| ---------------------------------- | ---------------------------------- | ---------------------------------- | ---------------------------------- | ---------------------------------- |
|                                    |                                    |                                    |                                    |                                    |
| Всього                             | Всього                             | 50,8%49,2%                         |                                    |                                    |
| 0 — 14 років                       | 0 — 14 років                       |                                    | 18,5%                              | 18,5%                              |
| 15 — 64 років                      | 15 — 64 років                      |                                    | 68%                                | 68%                                |
| 65 і більше                        | 65 і більше                        |                                    | 13,5%                              | 13,5%                              |
| 85 і більше                        | 85 і більше                        |                                    | 1,1%                               | 1,1%                               |
| Середній вік (років)               | Середній вік (років)               | 40,3                               | 40,3                               | 40,3                               |
| Медіана (років)                    | Медіана (років)                    | 43,743,5                           | 43,6                               | 43,6                               |
| — чоловіки — жінки                 |                                    |                                    |                                    |                                    |

| Походження мешканців:     | Походження мешканців:     | Походження мешканців: | Походження мешканців: | Походження мешканців: |
| ------------------------- | ------------------------- | --------------------- | --------------------- | --------------------- |
| Походження                |                           |                       | осіб                  | %                     |
| Корінні американці        | Корінні американці        |                       | 1 745                 | 4.48%                 |
| Інше північноамериканське | Інше північноамериканське |                       | 10 065                | 25.83%                |
| Європейське               | Європейське               |                       | 30 880                | 79.25%                |
| британське                | британське                |                       | 20 770                | 53.3%                 |
| французьке                | французьке                |                       | 4 385                 | 11.25%                |
| українське                | українське                |                       | 3 190                 | 8.19%                 |
| Карибське                 | Карибське                 |                       | 210                   | 0.54%                 |
| Латинськоамериканське     | Латинськоамериканське     |                       | 460                   | 1.18%                 |
| Африканське               | Африканське               |                       | 285                   | 0.73%                 |
| Азійське                  | Азійське                  |                       | 4 035                 | 10.36%                |
| Океанійське               | Океанійське               |                       | 175                   | 0.45%                 |

| Зайнятість населення за галузями (за класифікацією NOC): | Зайнятість населення за галузями (за класифікацією NOC): | Зайнятість населення за галузями (за класифікацією NOC): | Зайнятість населення за галузями (за класифікацією NOC): | Зайнятість населення за галузями (за класифікацією NOC): |
| -------------------------------------------------------- | -------------------------------------------------------- | -------------------------------------------------------- | -------------------------------------------------------- | -------------------------------------------------------- |
|                                                          |                                                          |                                                          |                                                          |                                                          |
| Управління                                               | Управління                                               |                                                          | 20%                                                      | 20%                                                      |
| Бізнес, фінанси та адміністрування                       | Бізнес, фінанси та адміністрування                       |                                                          | 18,4%                                                    | 18,4%                                                    |
| Природничі та прикладні науки                            | Природничі та прикладні науки                            |                                                          | 9,5%                                                     | 9,5%                                                     |
| Охорона здоров'я                                         | Охорона здоров'я                                         |                                                          | 5,9%                                                     | 5,9%                                                     |
| Освіта, правозахист, муніципальні та урядові служби      | Освіта, правозахист, муніципальні та урядові служби      |                                                          | 8,3%                                                     | 8,3%                                                     |
| Мистецтво, культура, відпочинок та спорт                 | Мистецтво, культура, відпочинок та спорт                 |                                                          | 2,4%                                                     | 2,4%                                                     |
| Роздрібна торгівля та послуги                            | Роздрібна торгівля та послуги                            |                                                          | 15,4%                                                    | 15,4%                                                    |
| Гуртова торгівля, транспорт та обладнання                | Гуртова торгівля, транспорт та обладнання                |                                                          | 14%                                                      | 14%                                                      |
| Природні ресурси, сільське господарство                  | Природні ресурси, сільське господарство                  |                                                          | 4,6%                                                     | 4,6%                                                     |
| Виробництво                                              | Виробництво                                              |                                                          | 1,6%                                                     | 1,6%                                                     |

## Населені пункти
До складу муніципального району входять міста Ейрдрай, Честермір, містечка Кокран, Іррікана, Кроссфілд, село Байсікер, індіанська резервація Тсуу-Т-Іна 145, а також хутори, інші малі населені пункти та розосереджені поселення.

## Клімат
Середня річна температура становить 4,3°C, середня максимальна – 23,3°C, а середня мінімальна – -15,7°C. Середня річна кількість опадів – 420 мм.
| Клімат поселення                              | Клімат поселення | Клімат поселення | Клімат поселення | Клімат поселення | Клімат поселення | Клімат поселення | Клімат поселення | Клімат поселення | Клімат поселення | Клімат поселення | Клімат поселення | Клімат поселення | Клімат поселення |
| Показник                                      | Січ.             | Лют.             | Бер.             | Квіт.            | Трав.            | Черв.            | Лип.             | Серп.            | Вер.             | Жовт.            | Лист.            | Груд.            |                  |
| Середній максимум, °C                         | −3,18            | 0,24             | 4,58             | 10,71            | 16,35            | 20,66            | 23,34            | 22,81            | 17,58            | 12,00            | 3,78             | −1,14            |                  |
| Середня температура, °C                       | −9,46            | −6,06            | −1,71            | 4,44             | 10,06            | 14,37            | 16,86            | 16,34            | 11,11            | 5,53             | −2,69            | −7,62            |                  |
| Середній мінімум, °C                          | −15,73           | −12,34           | −7,98            | −1,85            | 3,79             | 8,08             | 10,40            | 9,87             | 4,64             | −0,94            | −9,15            | −14,08           |                  |
| Норма опадів, мм                              | 12               | 9                | 18               | 25               | 56               | 88               | 67               | 58               | 48               | 15               | 12               | 12               |                  |
| Середньомісячна швидкість вітру, м/с          | 3.58             | 3.40             | 3.70             | 3.90             | 3.80             | 3.60             | 3.20             | 3.02             | 3.30             | 3.60             | 3.66             | 3.53             |                  |
| Середньомісячна сонячна радіація, кДж/м²·день | 4062             | 7624             | 12660            | 17143            | 20577            | 21773            | 22895            | 19520            | 13733            | 8263             | 4366             | 3193             |                  |
| --------------------------------------------- | ---------------- | ---------------- | ---------------- | ---------------- | ---------------- | ---------------- | ---------------- | ---------------- | ---------------- | ---------------- | ---------------- | ---------------- | ---------------- |
| Джерело:                                      |                  |                  |                  |                  |                  |                  |                  |                  |                  |                  |                  |                  |                  |